# Alpenflug
Alpenflug ist die Bezeichnung einer ehemaligen Stahlachterbahn des Herstellers Messerschmitt-Bölkow-Blohm (MBB), die für den Unternehmer Franz Josef Koch entwickelt wurde. Sie gilt als Prototyp für die Kategorie der Suspended Coaster und wurde federführend unter Werner Stengel zusammen mit Christian Petersen konstruiert.

## Geschichte
Bei Suspended Coaster schwingen die Wagen frei unter der Schiene. Auf Grund der Querbeschleunigung in Kurven wirken somit hohe Kräfte auf das Fahrwerk. Werner Stengel wollte die Schienen deswegen in den Kurven geneigt haben, damit der Verschleiß der Fahrwerke verringert wird. Er stieß mit diesem Vorschlag bei MBB allerdings auf Kritik und die Schienen wurden somit in den Kurven nicht geneigt. MBB erhöhte auch das Gewicht der Züge um über 50 %, gleichzeitig wurde die Statik der Achterbahn allerdings nicht an das höhere Gewicht angepasst, wodurch es zu Anrissen an Schweißnähten kam.
Im Oktober 1974 feierte schließlich Alpenflug auf dem Oktoberfest Premiere. Nach 16 Tagen Betrieb auf dem Oktoberfest wurde die Bahn allerdings wieder eingestellt, da der TÜV eine sehr große Mängelliste der Bahn ausstellte und keine weitere Betriebsgenehmigung erteilte. Aufgrund zu großer Defizite wurde die Bahn auch nicht wieder den Vorgaben des TÜV angepasst und wurde verschrottet. Eine baugleiche Anlage, die gleichzeitig hergestellt, aber niemals in Betrieb ging, wurde anschließend ebenfalls verschrottet.